# Jaap Kaas

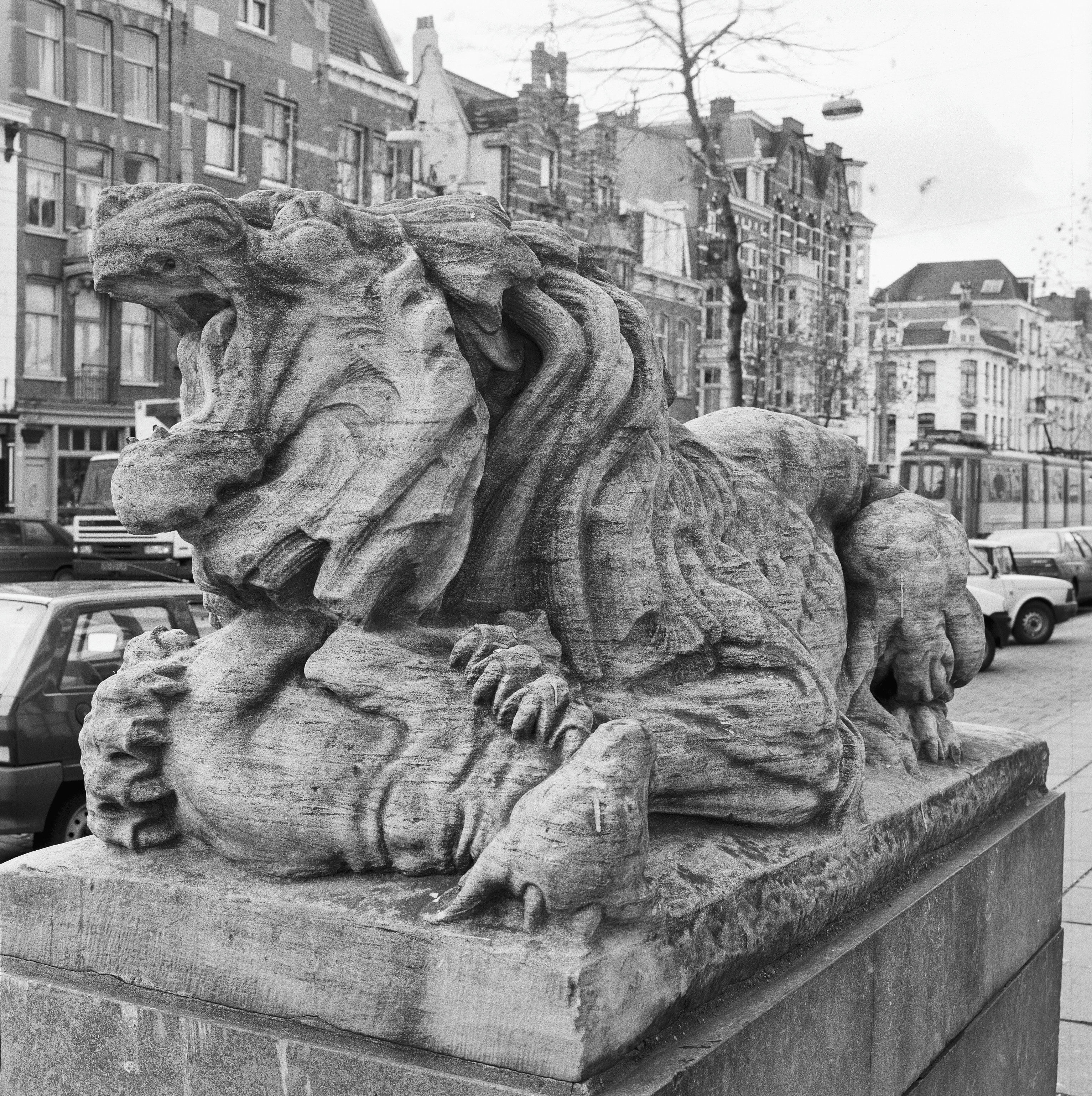
Leeuw met prooi (1939), Artis

Jacobus (Jaap) Kaas (Amsterdam, 4 augustus 1898 - aldaar, 4 oktober 1972) was een Nederlandse beeldhouwer, medailleur en graficus.

## Leven en werk
Jaap Kaas was een zoon van de liberaal-joodse diamantslijper Marcus Kaas en Rachel van Moppes. Het gezin verhuisde in 1910 naar Antwerpen, waar vader een nieuwe start maakte als antiekhandelaar. Kaas volgde een avondopleiding beeldhouwkunst aan de Antwerpse Koninklijke Academie voor Schone Kunsten. Na het uitbreken van de Eerste Wereldoorlog, keerde de familie Kaas in 1914 noodgedwongen terug naar Amsterdam. Kaas werd aangenomen aan de Rijksakademie van beeldende kunsten, waar hij van 1914 tot 1920 onder anderen les had van Jan Bronner. Mari Andriessen was een van zijn klasgenoten. Kenmerkend voor Kaas zijn dierfiguren, waarvoor hij onder meer inspiratie opdeed in Artis. Hij had hier van 1927 tot 1945 een eigen atelier. Hij ontwierp ook houten speelgoed voor de Ma-Ka-Wo-fabriek in Tiel, bijvoorbeeld ganzen op een karretje.
Na zijn academietijd was hij onder andere in dienst van Monumentenzorg en werkte als beeldhouwer mee aan diverse bouwprojecten, zoals het Theater Tuschinski (1920) en het Koloniaal Instituut (1922) in Amsterdam. Mogelijk werkte hij ook mee aan de gevelbeelden van Gebouw Batavia aan de Prins Hendrikkade in Amsterdam (1918/1920). Hij was van 1923 tot 1932 getrouwd met de romanschrijfster Elisabeth de Mooij en hertrouwde in 1936 met Margot Brandon. In 1936 kreeg hij een aanstelling als docent aan het Amsterdamse Instituut voor Kunstnijverheidsonderwijs. Hij werd in 1941 ontslagen omdat hij Joods was. Tot 1943 was hij door de bezetter aangesteld als directeur van het Middelbare Joodse Kunstnijverheidsonderwijs.
Van januari 1944 tot mei 1945 zat de familie Kaas ondergedoken bij een gezin in Rotterdam. Na de Tweede Wereldoorlog was Kaas van 1946 tot 1963 aangesteld als docent aan de Rotterdamse Academie van Beeldende Kunsten en Technische Wetenschappen, maar hij woonde in Amsterdam. Enkele van zijn leerlingen waren Jan Meefout, Henk Dannenburg, Ineke van Dijk, Kiek Bak, Jo Esenkbrink en Arie Teeuwisse.

## Enkele werken
- Gedenkbank (1927), Stadserf in Breda
- Michelangelo (1928), Michelangelostraat in Amsterdam
- Zomer, Winter, Slapende hond en Slapende kat (1928) voor het woonhuis Dijsselhofplantsoen 6, Amsterdam
- Rubens (1928), Rubensstraat in Amsterdam
- Claudius Civilis (1930), binnenplaats stadhuis aan de  Oudezijds Voorburgwal, Amsterdam
- Moeder met kind (1932), Vierwindstrekenbrug over de Admiralengracht in Amsterdam
- Tijger met prooi (1938) en Leeuw met prooi (1939), Artis in Amsterdam
- Egbert Snijder monument (1949), Egbert Snijderplein in Edam
- Oorlogsmonument (1958), Soestdijkseweg Zuid in Bilthoven
- Staande mandril (1958), Artis in Amsterdam
- Hangbuikzwijn (1960), Artis in Amsterdam
- Lopende bruine beer en Lopende ijsbeer (ca. 1960), Artis in Amsterdam
- Parende tijgers (1972), Artis in Amsterdam

## Fotogalerij

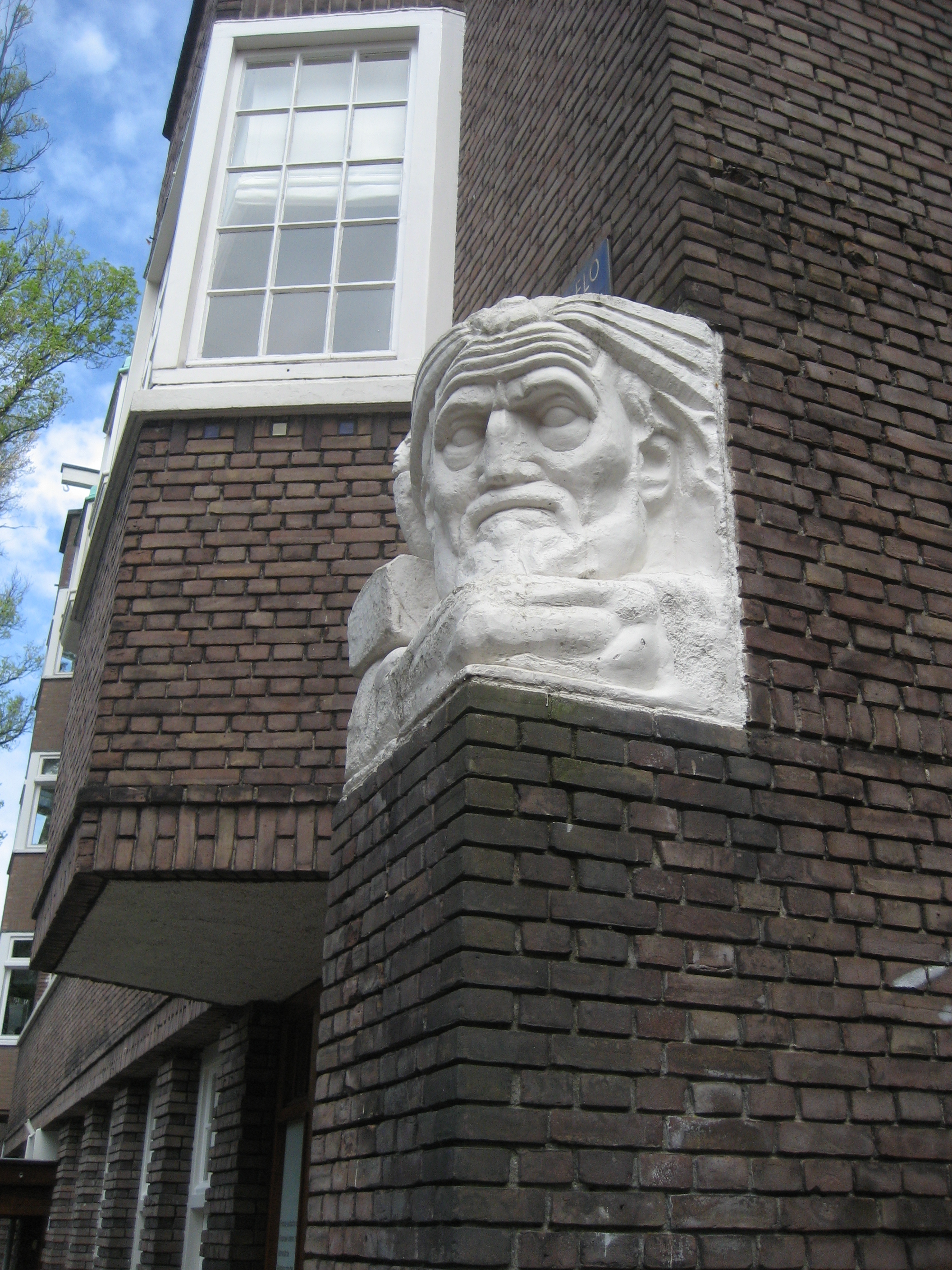
Michelangelostraat 27, Amsterdam
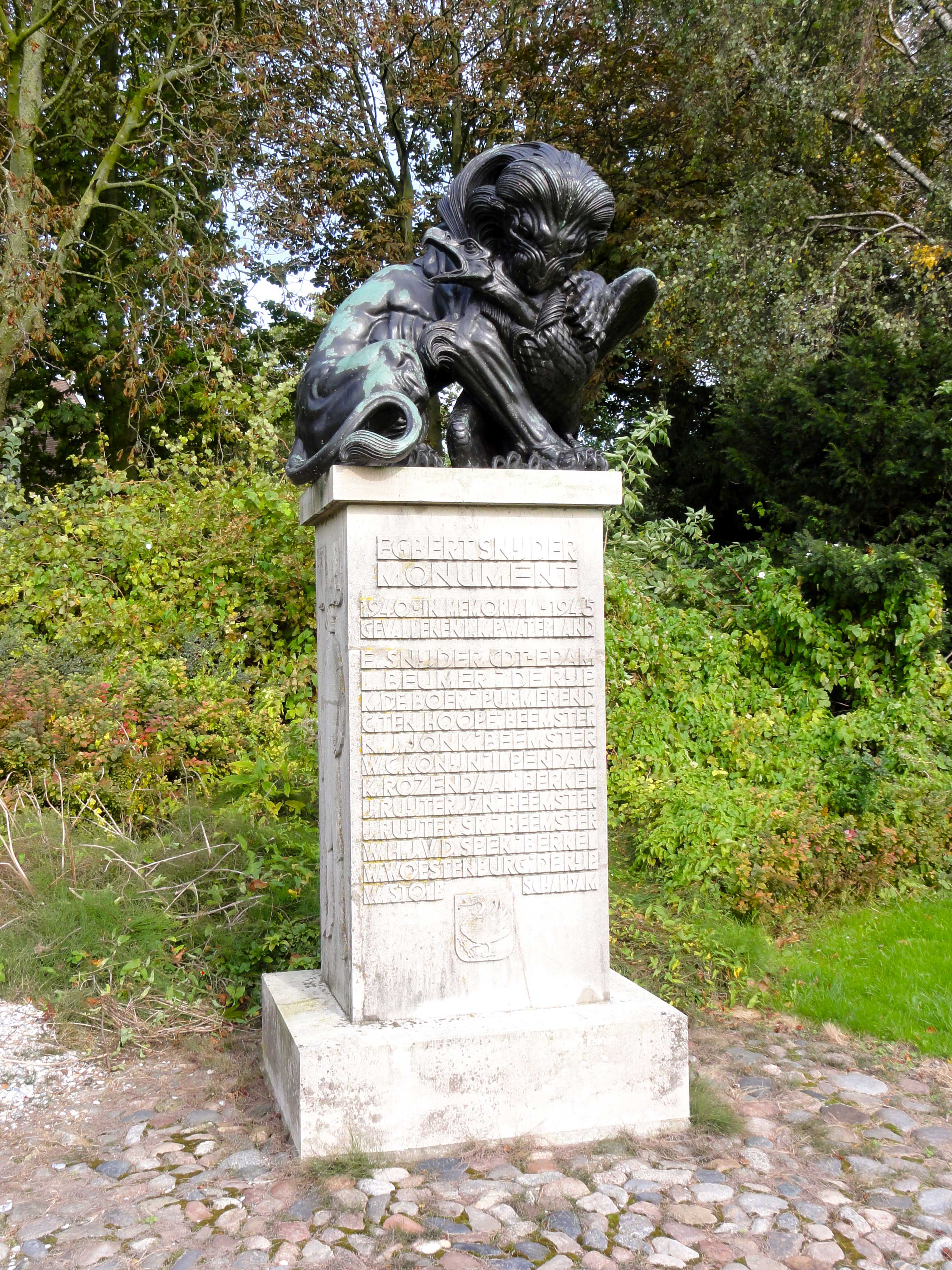
Egbert Snijder Monument in Edam
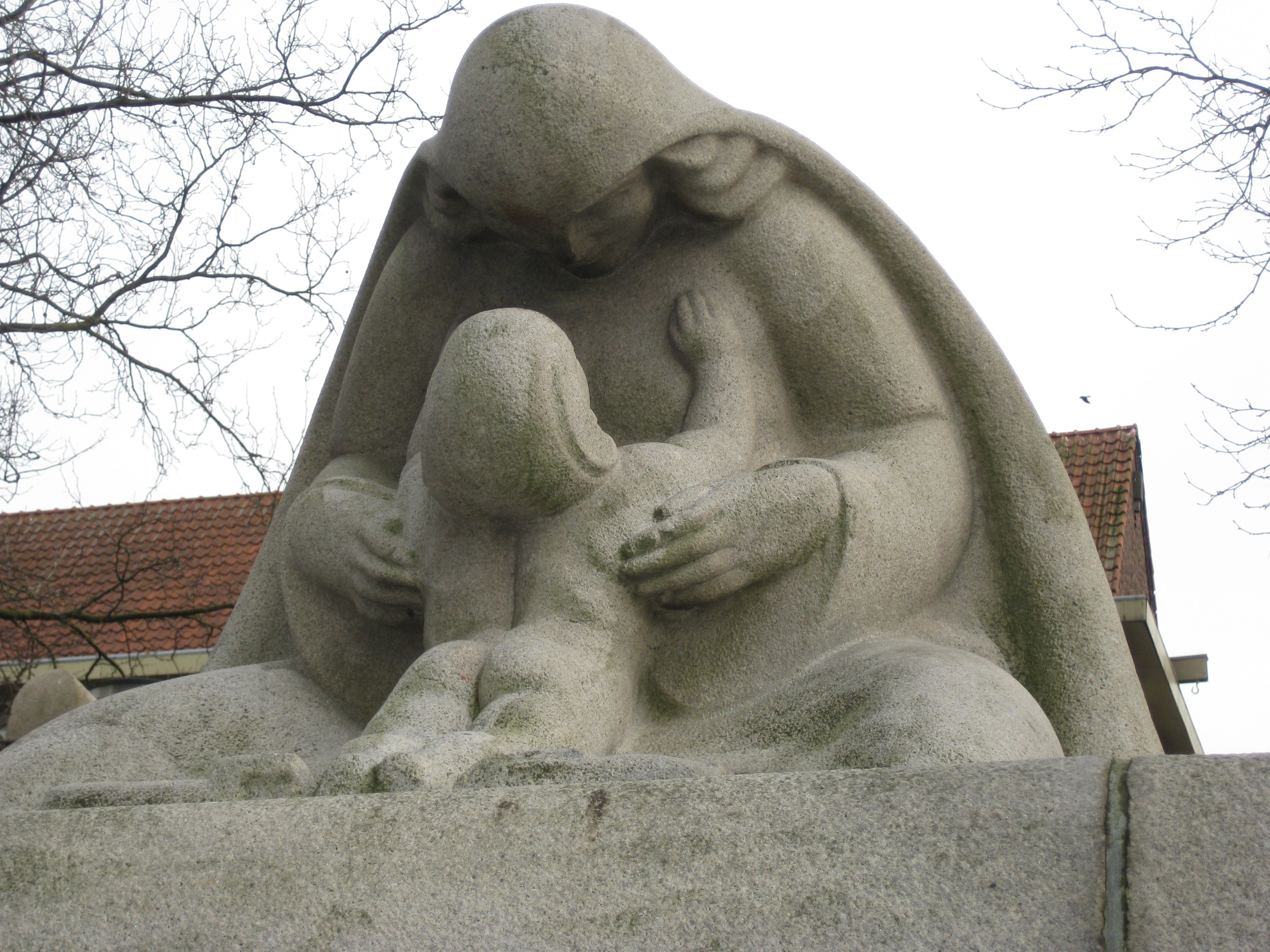
Moeder met Kind in Amsterdam
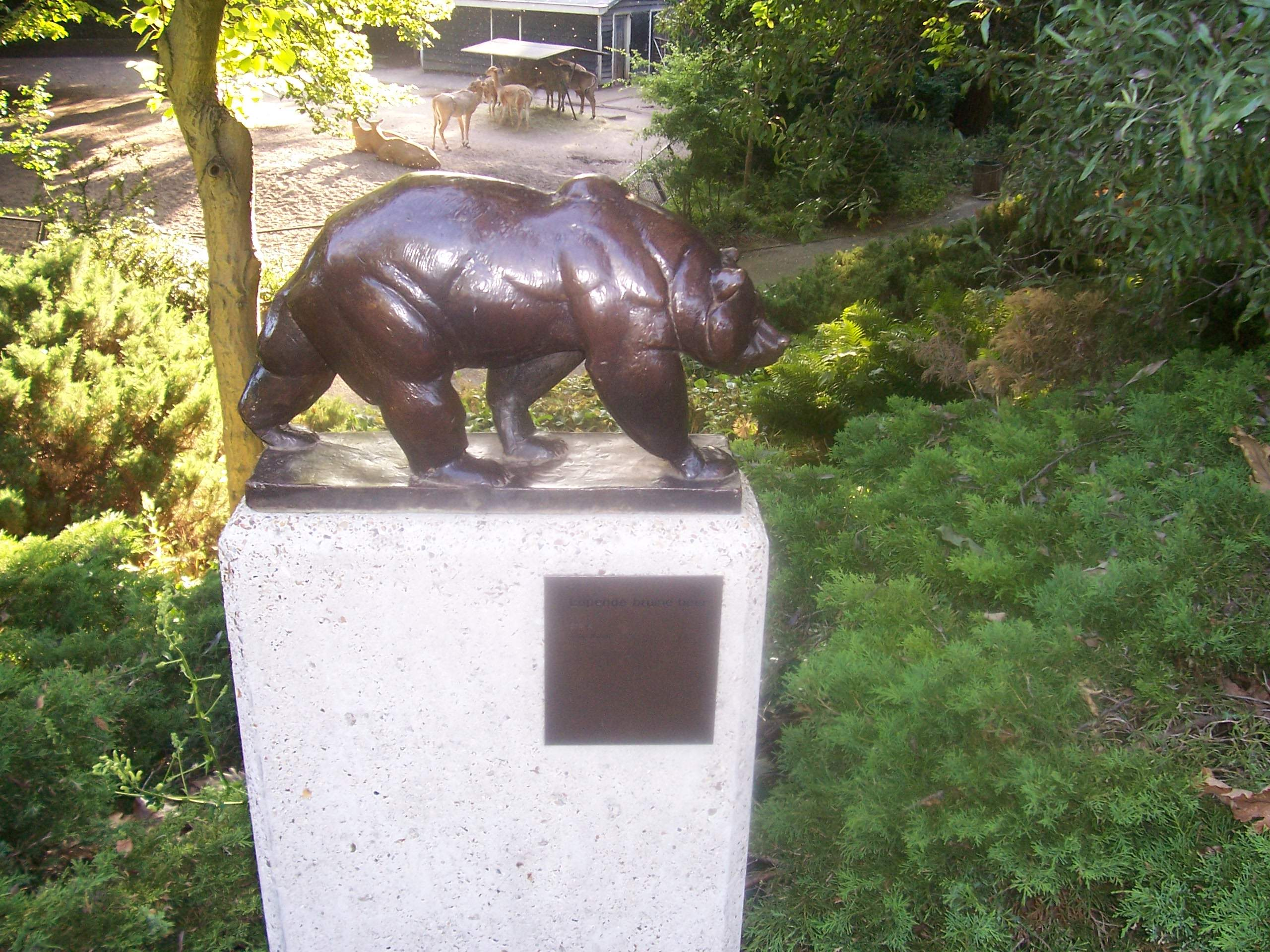
Lopende bruine beer in dierentuin Artis (Amsterdam)